# SN 2008de
SN 2008de – supernowa typu II odkryta 17 kwietnia 2008 roku w galaktyce A155524-0941. W momencie odkrycia miała maksymalną jasność 16,70m.